# Santa Croce (festa)
La Santa Croce è il nome che si dà alla questua legata ai riti del calendimaggio e della Galina grisa, in una zona compresa fra i comuni di Brallo di Pregola, Bobbio e Corte Brugnatella, nelle province di Pavia e Piacenza, si differenzia sia perché viene festeggiata il 3 maggio sia perché è una festa folkloristico-religiosa, con riti musicali e balli e celebrazioni liturgiche e con una lenta processione notturna illuminata da torce e preceduta da una grande croce illuminata che dà il nome alla festa e che tocca numerose frazioni su di un percorso ampio e circolare.
Lo scopo della questua era la raccolta delle uova, barattate con i canti bene auguranti che i canterini portavano a tutte le case come annuncio dell'arrivo della bella stagione.
Oggi dove viene meno la funzione di augurio di prosperità, legata ad arcaici riti magico-propiziatori della civiltà agricola, diviene predominante la funzione di consolidamento sociale dei legami all'interno della comunità e della conservazione della tradizione con particolare attenzione al repertorio musical-coreutico. La tradizione negli ultimi decenni è rimasta stanziale nelle frazioni parrocchiali ed era vissuta da tutti gli abitanti del paese e frazioni che partecipavano e contribuivano a questo scambio rituale. Per lo spopolamento delle campagne si è via via fusa con la festa del Carlin di maggio. L'ultima processione risale alla fine degli anni settanta.
Nel paese di Romagnese (PV), l'unico che ha conservato un ciclo pasquale nel territorio delle quattro province, si svolge la sera del sabato Santo e non all'arrivo del maggio, influenzato dall'uso di cantar le uova nella settimana Santa sulla collina alessandrina, probabilmente deriva dalla sovrapposizione dei due modelli, quello di cantar le uova e il carlin di maggio, fondendo significati sacri e profani, prende il curioso nome di galina grisa dalla strofa di apertura del canto rituale.
In altri paesi della val Tidone piacentina come Cicogni, Pecorara e Pianello Val Tidone si svolge il giorno del primo maggio mantenendo il nome e lo schema della questua.

## Storia
La zona oggi divisa fra due provincie e due regioni ebbe un passato comune che la univa sia politicamente che religiosamente e culturalmente: fece parte della Provincia di Bobbio e del Circondario fino alla soppressione del 1923 da allora la zona venne definitivamente divisa geograficamente.
Per il suo passato nelle zone limitrofe dei tre comuni di Bobbio, Brallo di Pregola e Corte Brugnatella si parlava lo stesso dialetto bobbiese e si aveva lo stesso tipo di usanze e culture anche musicali.
A partire dagli anni cinquanta del secolo scorso la festa è diventata stanziale per Ceci e Feligara, mentre Colleri ha mantenuto la processione fino alla fine degli anni settanta, poi è stata retrocessa a stanziale sempre a Colleri, San Cristoforo, Pietranera e Pieve di Montarsolo, ma via via nella zona di Corte Brugnatella venne assorbita dalla festa del Carlin di maggio tenuta nel capoluogo di Marsaglia.

## Le uova
L'uovo ha certamente una valenza simbolica, personaggio principe di queste questue primaverili, simboleggia la rinascita: sia la resurrezione di Gesù Cristo, se inserito nei riti pasquali che la rinascita della natura per i cantamaggio sia laici che religiosi.
Nei tempi passati per le famiglie contadine e montanare, che non vivevano certo nell'abbondanza, era un bene facilmente disponibile e rinnovabile, una delle poche cose che si poteva facilmente donare ai questuanti. Oltre che mezzo per una scorpacciata collettiva, trasformato in frittate e accompagnato da vino, salumi e dolci raccolti nella questua, l'uovo, nei piccoli paesi, era facilmente convertibile in denaro, il negozio o il fornaio accettava in pagamento uova al posto delle monete, che nelle mani dei contadini passavano raramente, per cui le uova raccolte, se erano molte venivano portate al negozio per avere in cambio altri generi alimentari.

## La questua-processione
La festa della Santa Croce è simile a quella del Carlin di maggio e della Galina grisa, con caratteristiche locali e musicali molto particolari, come la caratteristica processione notturna illuminata da fiaccole.
Presto nella sera del 2 maggio i cantori accompagnati in squadre da una folta schiera di uomini si radunavano nel paese di Colleri, frazione pavese del comune di Brallo di Pregola, improvvisando i canti e i suoni delle squadre di canto e si avviavano poi lungo un percorso di parecchi chilometri per rimanere in giro tutta la notte a cantare suonare e raccogliere le uova per poi ritornare sempre a Colleri la mattina del 3 maggio.
Il percorso e le musiche sono ben descritti dal musicista di Brallo Silvio Tagliani detto Silva di Brallo, e da Attilio Rocca detto Tiliòn di Ozzòla. Si festeggiava a Ceci di Bobbio, a Feligara di Brallo e in un percorso circolare con al centro Colleri di Brallo ultima tappa della festa.
A Ceci dopo la questua delle frazioni circostanti il gruppo si muoveva scendendo verso Dezza e si univa dopo la frazione di Cernaglia al Passo di Costa Ferrata con la processione che veniva da Colleri e che andava a San Cristoforo; mentre il gruppo di Feligara si univa subito alla Fontana dei Ramari.
La partenza era alla sera, dopo il tramonto si accendeva un grande cero nella chiesa di Colleri, la cui fiamma doveva rimanere accesa fino al ritorno delle squadre, poi si accendevano le torce e partivano i ragazzi che facevano da battitori ed illuminavano tutto il tragitto ponendo delle fiaccole lungo il percorso.
Da Colleri ci si avviava verso ovest salendo verso la Costa Morezze e il Colle Arpeselle sotto le Rocche del Casone o di Colleri e poi passando il confine regionale scendendo in Emilia nella Valle del Carlone attraverso il passo della Fontana dei Ramari, prendendo parte dell'attuale Sentiero medioevale per il Santuario del Monte Penice che, passando da La Costa e dal Passo di Costa Ferrata, scende alle frazioni di Bobbio.
La prima frazione toccata era quella delle Mogliazze, poi si scende a San Cristoforo dove nella chiesa parrocchiale si teneva la prima messa e dove si portava la croce simbolo della festa.
Da San Cristoforo si scendeva verso il torrente Carlone passando per le cascine Dei Mezzadri, della Chioccia e passando per l'antico mulino Pèveri, dopo aver guadato il torrente si risaliva toccando le frazioni della Moglia e Cavanna fino a poi risalire lungo l'attuale sentiero Cai 143 che porta nel comune di Corte Brugnatella.
La prima frazione toccata era quella di Carana e poi di Pietranera, dove nella sua chiesetta quattrocentesca dedicata a Sant'Anna si celebrava la seconda funzione, poi ci si dirigeva verso Colleri passando per le frazioni di Casa Pozzone, Rossarola, Cascina Al Fede, Prodrizzi, Collegio e Pieve di Montarsolo.
A Pieve di Montarsolo nel Santuario della Madonna della Guardia si celebrava la terza funzione religiosa e poi si ritornava nel pavese e nel comune di Brallo di Pregola per le frazioni di Pratolungo e Prenzone, e finalmente si arrivava a Colleri alla mattina del 3 maggio. Si faceva ancora una sosta alla frazione vicina di Collistano e si ritornava a Colleri.
Alle 9 si cantava nella scuola del paese e poi ci si radunava nella chiesa per la grande celebrazione liturgica con i rappresentanti di tutte le frazioni toccate nel lungo percorso notturno.
Non hanno un abbigliamento particolare ma sono tutte dotate di un cesto (a cavagna) per raccogliere i doni, tradizionalmente uova o cibo, oggi anche denaro; inoltre portavano in processione una grande croce che caratterizzava la festa religiosa e che veniva portata nelle chiese delle frazioni dove veniva tenuta una celebrazione liturgica.
Accompagnate da dei suonatori di piffero e di fisarmonica passano di casa in cascina per cantare le strofe bene auguranti della Santa Croce, i padroni di casa offrono vino, salumi, focacce e frittelle che vengono gustati dopo l'ascolto del canto. Gli spostamenti che un tempo erano effettuati solamente a piedi a volte vengono velocizzati con passaggi in auto, data la grande estensione del territorio da coprire.
Il corteo dei cantori era poi chiuso dal gruppo dei bambini che raccoglievano le offerte della questua.
La festa proseguiva per tutto il resto della giornata con pranzi cene e balli fino a tarda sera.

## La frittata
Alla mattina del 3 maggio la squadra si ritrovava nella piazza di Colleri dove erano state preparate le tavolate e dove vengono servite le frittate confezionate con il frutto della questua, dopo la tradizionale messa.
La festa prosegue fino a notte inoltrata con musica e canti.

## I canterini
Gli animatori e orchestratori della serata sono i canterini, gruppo di cantori, solitamente tutti uomini, organizzati come un tipico coro della val Trebbia (coro polivocale maschile dove predomina l'impostazione con linee melodiche ad intervalli di terza) riconoscibili dai fazzoletti al collo e dai cappelli di paglia. Il gruppo è guidato dal capo dei canterini (prima voce) che oltre a dare l'attacco alle strofe è il referente di tutta la manifestazione.
Non vi è una organizzazione gerarchica del coro che esegue il canto, attacca un canterino autorevole, non sempre lo stesso, e gli altri seguono ripetendo la strofa. La prima strofa è fissa, le altre si susseguono senza un ordine preciso.
Se non trovano ospitalità i canterini hanno pronta una strofa di malaugurio:

Se la padrona non mi da il cocon
crapa la ciosa e tüt i so padron

Crapa la ciossa cun tutti i so ciusséin,
Viva la vulp cun tutti i so vulpén»

## I musicisti
Non può mancare l'accompagnamento del piffero, che con la fisarmonica e spesso la müsa fornisce la traccia musicale alla manifestazione. I musicisti seguono i canterini suonando brani da strada (come la sestrina) nei trasferimenti da un luogo all'altro; brani da ballo di gruppo (come alessandrina, monferrina, piana) e di coppia (valzer, mazurca, polca a saltini) vengono eseguiti dove un cortile, una piazzetta o la strada concedono lo spazio sufficiente. I musicisti danno modo ai canterini di tirare il fiato, poiché il loro canto viene ripetuto nella nottata un numero di volte equivalente al numero di case.
Il gruppo che tradizionalmente partecipava alla Santa Croce era quello de i Müsetta assieme a molti altri provenienti dalle zone dei tre comuni, infatti questa era l'ultima grande festa popolare e raccoglieva sia i cantori e musicisti provenienti dalle feste pasquali che quelle dei calendimaggio.

## Il canto
Simile a quello del Carlin di maggio e della Galina grisa il cui testo è riportato da Citelli e Grasso, e assomiglia a quelli di Romagnese, Cicogni e Santa Maria, i cantori che citano il testo ed il percorso della questua sono: Attilio Rocca detto Tiliòn di Ozzòla, Silvio Tagliani detto Silva con Angelo Tagliani detto Giulit entrambi del Brallo.
I testi hanno delle varianti locali specie nell'attacco:
e della presenza di un ritornello adattato da una canzone popolare degli Scariolanti:
- Testi:
  - Testo originale di Santa Maria:

O sentì a tramescà: la padrona la s'ê levà (ritornello) bella vingo maggio...

O sentì a mov a mov: la padrona la pôrta i ov (rit.)

Mtè la scâla al cascinôt, trè sü i ov a vôtt a vôtt (rit.)

Mtè la scâla alla cascina, trè sü i ov alla ventina (rit.)

Maggio giocondo, tu sei il più bel del mondo, maggio di primavera!

Se non volete credere che maggio l'è arrivato affacciatevi al balcone...

I prati verdeggianti per consolar gli amanti, per consolar gli amanti.

Guarda gli uccelli che van per la riviera, maggio di primavera.

Dentro questa casa se gh'ê fiorì la fava ci sta una donna brava,

dentro questo giardino se gh'ê fiorì la rosa ci sta la mia morosa...

La m'â fat vëd ona rôba scüra, a m'â fat truvà pagüra...

Fateci del bene se ne potete fare, non possiamo più cantare: la luna passa i monti.

Tira fora u pisadù, dà da beive ai sunadù (rit.)

In pace vi troviamo, in pace vi lasciamo, vi diam la buona sera e ce ne andiamo via;

campa la ciossa con tutti i pulastrin, crepa la volpe con tutti i suoi vulpin!»
- - Testo originale di Romagnese:

E gh'è chì la Santa Pasqua
con l'erba e coi bei fiori (bis),
e con l'erba e coi bei fiori
e la fresca rugiada (bis).

È venuta d'una brinata
e l'erba la si n'è 'ndata (bis).
Ed è venuta d'una rugiada
e l'erba l'è ritornata (bis).

In co de l'orto gh'è fiorì la fava,
dentro dentro in questa casa c'è la gente brava (bis).
E se lei la sarà brava
la mi darà le uova (bis).

E dami delle uova
della vostra gallina (bis).
In co de l'orto gh'è fiorì la rosa,
dentro dentro questa casa c'è la mia morosa (bis).

In co de l'orto gh'è fiorì la vessa,
dentro dentro questa casa c'è la mia belessa (bis).
Met la scala al casinôt,
öv dêi zü a vôt a vôt (bis),
meta la scala a la cascina,
öv dêi zü a la ventina (bis),

La luna, la luna cavalca i monti
questa l'è l'ora di fare i conti...
e una micca e una rubiöla
la farìzam föra (bis)!

E ch'la ma scüza sciura padrona
sa l'um cantà da spresia (bis),
la cantrum mei da vegn indré
suta la sua finestra (bis).»

## Prodotti discografici legati alla Santa Croce
- 1984 - Musa di pelle, pinfio di legno nero... Baraban—ACB
- 1989 - Canti e musiche popolari dell'Appennino pavese. I canti rituali, i balli, il piffero, a cura di Aurelio Citelli e Giuliano Grasso—ACB
- 2000 - Eva Tagliani. La voce delle mascherate, a cura di Aurelio Citelli e Giuliano Grasso—ACB
- 2000 - Ori pari Tendachënt—Folkclub-EthnoSuoni
- 2003 -  È arrivato il maggio bello... Prima rassegna gruppi del cantamaggio, Montereggio—Stelevox
- 2005 - La galena grisa Voci di confine
- 2007 - Sentré—Musiche selvagge—ACB
- 2009 - La Santa Croce in La rosa e la viola, Maddalena Scagnelli -- Enerbia